# دين كروز
دين كروز هو سياسي أمريكي، ولد في 21 سبتمبر 1941 في أوبرن في الولايات المتحدة. انتخب عضو مجلس ولاية إنديانا ‏.